# Urani(IV) iodide
Urani(IV) iodide, còn được gọi là urani tetraiodide, là một hợp chất hóa học vô cơ của urani ở trạng thái oxy hóa +4 có công thức UI4.

## Điều chế
Urani(IV) iodide có thể được điều chế từ phản ứng giữa urani và một lượng iod dư.

## Tính chất
Urani(IV) iodide là chất rắn màu đen và tạo thành các tinh thể hình kim. Khi đun nóng, nó phân hủy thành urani(III) iodide và iod ở dạng khí.

## Hợp chất khác
UI4 còn tạo một số hợp chất với NH3, như UI4·19NH3 là tinh thể màu lục đậm hay U(NH3)10I4·17,37(2)NH3 là tinh thể màu lục.
UI4 còn tạo một số hợp chất với CO(NH2)2, như UI4·8CO(NH2)2 là tinh thể màu lục.